# 芭芭拉·尼德恩胡贝尔
芭芭拉·尼德恩胡贝尔（德語：Barbara Niedernhuber，1974年6月6日—），德国女子雪橇运动员。她曾代表德国参加1998年和2002年冬季奥林匹克运动会雪橇比赛，获得二枚银牌，均来自女子单人项目。